# Schisch (Fluss)
Der Schisch (russisch Шиш) ist ein rechter Nebenfluss des Irtysch in der russischen Oblast Omsk in Westsibirien.
Der Schisch entspringt in den Wassjuganje-Sümpfen an der Grenze zur Oblast Tomsk. Von dort fließt er in westlicher Richtung durch das Westsibirische Tiefland. Er weist dabei unzählige Flussschlingen auf. Schließlich trifft er nach 378 km rechtsseitig auf den Irtysch. Der Schisch entwässert ein Areal von 5270 km². 149 km oberhalb der Mündung am Pegel Atirka beträgt der mittlere Abfluss 15 m³/s. Zwischen Ende Oktober / Anfang November gefriert der Fluss. Ende April / Anfang Mai ist der Schisch wieder eisfrei.